# Мірза Святослав Петрович
Святослав Петрович Мірза (5 серпня 1930, Баку — 26 січня 2007, Москва) — радянський і російський тенісист, тренер. Майстер спорту СРСР, Заслужений тренер РРФСР.

## Біографія
Народився в 1930 році в Баку. У віці двадцяти років захопився тенісом. Виступав за ЦСКА (Москва) — 1954-64. Кращий результат — фінал чемпіонату СРСР (1961) в одиночному розряді. Також був шестиразовим чемпіоном Москви в різних розрядах (1957-58, 1960-61, 1965 рр.). У 1956 році був удостоєний почесного звання майстра спорту СРСР. У 1956-62 рр. входив в десятку найсильніших тенісистів СРСР.
Після закінчення виступів перейшов на тренерську роботу. Закінчив Російський державний університет фізичної культури, спорту, молоді та туризму. Державний тренер Спорткомітету СРСР по місту Москві в 1964-69. Директор ДЮСШ з тенісу МГС ДСО " Спартак " — з 1969 року. Тренер збірної Москви, гравці якої були чемпіонами Спартакіади народів СРСР (1967, 1975, 1979, 1983) і переможцями всесоюзних змагань в командному заліку (1966-68).
Серед його підопічних — В. Борисов, Р. Ісланова, А. Мискіна, Євгенія Йозопайтіс .
Заслужений тренер РРФСР (1967) .
Лауреат Російського Кубка в номінації «Внесок у розвиток ветеранського руху» в номінації «Внесок у розвиток ветеранського руху» (1997) .
Помер 26 січня 2007 року в Москві. Похований на Троєкуровському кладовищі .